# 北大街道
北大街道，是中华人民共和国河南省许昌市魏都区下辖的一个乡镇级行政单位。

## 行政区划
北大街道下辖以下地区：
八一社区、西湖社区、新村社区、学院社区和玉皇阁社区。